# Abdelmajid El Fassi
Pour les articles homonymes, voir El Fassi.
Abdelmajid El Fassi est un magistrat marocain, juge à Berkane et à Kénitra. C'est le fils d'Abdellah El Fassi, qui a été grand vizir sous le protectorat. Il a épousé Meftaha El Fassi, avec qui il a eu six enfants, dont Abbas El Fassi, Premier ministre entre 2007 et 2011. 